# Villanova Truschedu
Villanova Truschedu (Biddanoa Truschedu in sardo) è un comune italiano di 292 abitanti della provincia di Oristano in Sardegna, nella regione storica del Barigadu.

## Storia

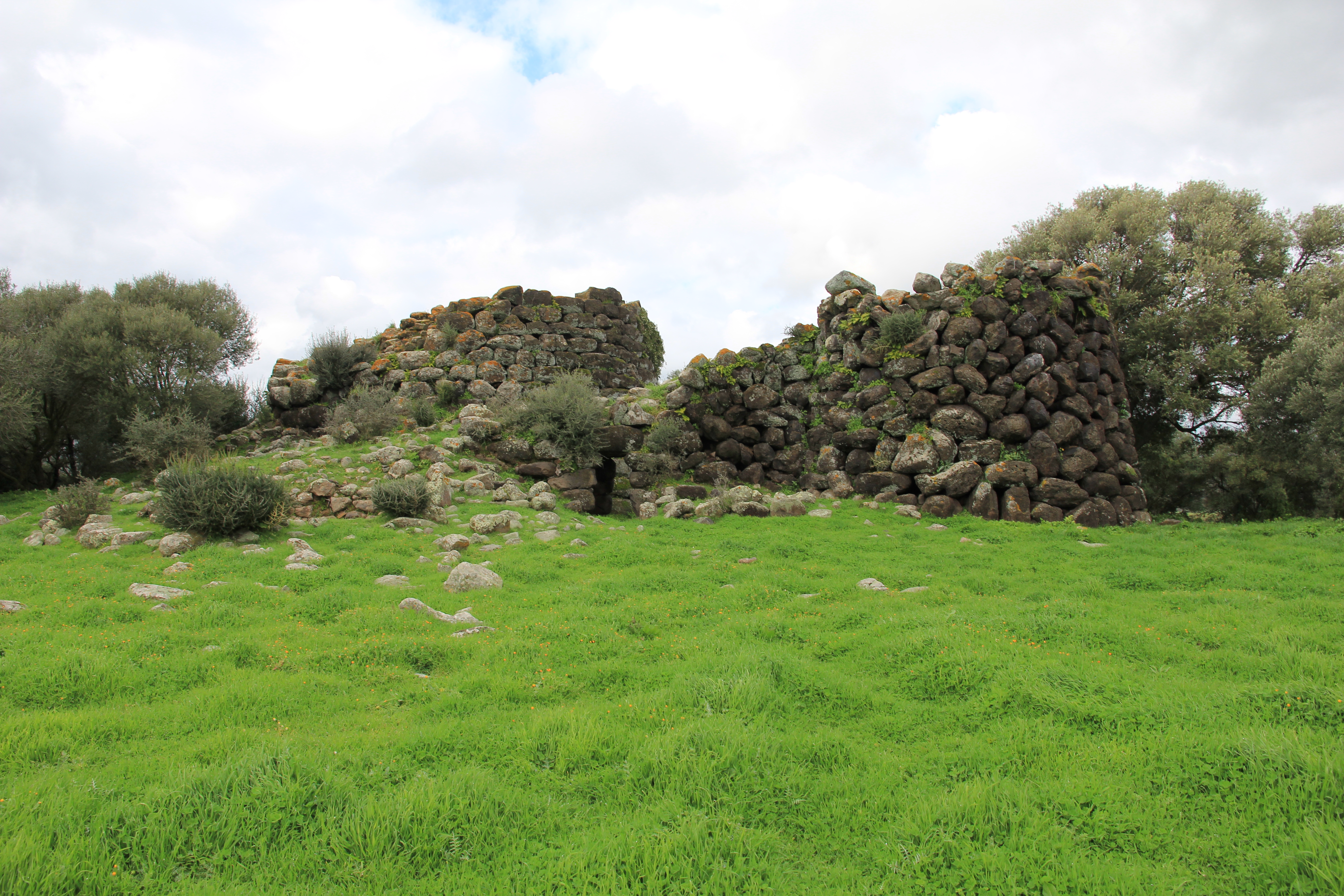
La reggia nuragica di Santa Barbara

L'area fu abitata già nel Neolitico, in epoca nuragica, per la presenza sul territorio di numerosi nuraghi.
Durante il medioevo appartenne al Giudicato di Arborea e fece parte della curatoria di Parte Barigadu. Alla caduta del Giudicato (1420) entrò a far parte del Marchesato di Oristano, e alla sconfitta di quest'ultimo (1478) passò sotto il dominio aragonese, ove divenne un feudo incorporato nell'Incontrada di Parte Barigadu.
Nel 1829, in epoca sabauda, fu dato in feudo alla famiglia Manca Ledà, che la unirono insieme a Fordongianus nella contea di San Placido. Fu riscattato all'ultimo feudatario, don Giacomo Manca Ledà conte di San Placido, nel 1839 con la soppressione del sistema feudale, per cui diventò un comune amministrato da un sindaco e da un consiglio comunale.

### Simboli
Lo stemma e il gonfalone del comune di Villanova Truschedu sono stati concessi con decreto del presidente della Repubblica del 4 settembre 1998.
Il gonfalone è un drappo partito di bianco e verde.

## Monumenti e luoghi d'interesse

### Architetture religiose
- Chiesa di Sant'Andrea Apostolo
- Chiesa di San Gemiliano

### Architetture civili
- Casa rurale, casa contadina con tipica corte retrostante.

### Altro
- Nel centro abitato, vi sono diversi murales che raccontano storia e tradizioni locali.

### Siti preistorici
Vi sono almeno 7 nuraghi distribuiti sul territorio del comune.
- Nuraghe Santa Barbara del tipo "a tancato".
- Nuraghe Ruinas
- Nuraghe Su Crabu
- Nuraghe Zoppianu
- Nuraghe Pischina Andria
- Nuraghe Dominigu Porru
- Nuraghe San Gemiliano

## Società

### Evoluzione demografica
Abitanti censiti

### Lingue e dialetti
La variante del sardo parlata a Villanova Truschedu è riconducibile alla Limba de mesania.

## Cultura

### Letteratura
Il romanzo di Flavio Soriga Sardinia Blues è in parte ambientato a Villanova Truschedu.

## Amministrazione
| Periodo         | Periodo         | Primo cittadino    | Partito                          | Carica                    | Note   |
| --------------- | --------------- | ------------------ | -------------------------------- | ------------------------- | ------ |
| 23 aprile 1995  | 16 aprile 2000  | Antonio Mulas      | liste civiche di centro-sinistra | Sindaco                   | [ 6 ]  |
| 16 aprile 2000  | 8 maggio 2005   | Antonio Mulas      | lista civica                     | Sindaco                   | [ 7 ]  |
| 8 maggio 2005   | 30 maggio 2010  | Claudio Palmas     | lista civica                     | Sindaco                   | [ 8 ]  |
| 30 maggio 2010  | 31 maggio 2015  | Claudio Palmas     | lista civica "Ulivo con Spighe"  | Sindaco                   | [ 9 ]  |
| 31 maggio 2015  | 26 ottobre 2020 | Claudio Palmas     | lista civica "Ulivo e Spighe"    | Sindaco                   | [ 10 ] |
| 26 ottobre 2020 | 10 marzo 2023   | Margherita Camedda | lista civica                     | Sindaco                   | [ 11 ] |
| 10 marzo 2023   | 29 maggio 2023  | Paolo Puddu        |                                  | Commissario straordinario | [ 12 ] |
| 29 maggio 2023  | in carica       | Claudio Palmas     | lista civica                     | Sindaco                   | [ 13 ] |